# Syngamilyta pehlkei
Syngamilyta pehlkei is een vlinder uit de familie van de grasmotten (Crambidae), uit de onderfamilie van de Spilomelinae. De wetenschappelijke naam van deze soort is voor het eerst voorgesteld als Aediodes pehlkei door Eduard Hering in een publicatie uit 1906.
De soort komt voor in Trinidad, Colombia en Ecuador.